# Nana Konadu Yiadom III
Nana Konadu Yiadom III (Axânti, 1927 – 7 de agosto de 2025) foi a rainha-mãe (Ohemaa) do Reino Ashanti. Foi a 14ª Rainha mãe do reino.

## Início de vida
Nana Ama Konadu nasceu Nana Ama Konadu, filha de Nana Afia Kobi Serwaa Ampem II e Opanin Kofi Fofie de Besease, perto de Atimatim no distrito de Kwabre de Ashanti. Ela foi popularmente conhecida como Nana Panin por ser a primeira filha do falecido Asantehemaa. Ela foi a irmã primogénita da atual Asantehene, Otumfuo Nana Osei Tutu II.

## Reinado
Foi consagrada como a Asantehemaa com o nome Nana Konadu Yiadom III, depois de suceder à sua mãe e predecessora Nana Afia Kobi Serwaa Ampem II, que morreu em 15 de novembro de 2016 enquanto ela dormia, aos 109 anos. Antes da sua morte, ela foi Asantehemaa (Rainha-mãe) por 39 anos. Na época (2017) em que ascendeu à posição ela tinha 83 anos. Foi exposta como a nova Asantehemaa por Otumfuo Nana Osei Tutu II num sábado, 6 de maio de 2017, uma data marcada também pelo aniversário de Otumfuo, numa cerimónia no Palácio Manhyia em Kumasi.

## Morte
Nana Konadu Yiadom III morreu no dia 7 de agosto de 2025, aos 98 anos.